# Route nationale 61
La route nationale 61 (RN 61 o N 61) è una strada nazionale francese che parte da Phalsbourg e termina a Grosbliederstroff.

## Percorso
Dall’innesto sulla N4 a Phalsbourg nel 2005 è stata declassata a D661 all’interno del dipartimento della Mosella. In quello del Basso Reno è stata invece ridenominata D1061. Segue la valle della Saar da Sarre-Union a Sarralbe e, da Hambach, è ancora oggi una strada nazionale: per il tratto rimanente è inoltre parte della strada europea E29. Serve Sarreguemines e, di nuovo scendendo lungo la Saar, finisce sul confine tedesco in direzione di Saarbrücken.